# 淡黑新鰩
淡黑新鰩（學名：Neoraja caerulea），為軟骨魚綱鰩目鰩科新鰩屬的一種，分布於東北大西洋冰島與愛爾蘭西北部至比斯開灣海域，深度600至1540公尺，體長可達35公分，棲息在大陸坡海域，為底棲性魚類，肉食性，卵生，生活習性不明。